# Bernardo Pelegrí
Bernardo Pelegrí. Obispo de Barcelona (1288- 1300).
Fraile franciscano, fue designado obispo para suceder a Arnau de Gurb, por el papa Nicolás IV, en la bula del 4 de junio de 1288.
Bajo su mandato tuvo lugar el inicio de la catedral gótica de Barcelona, junto con el rey Jaime II, antes de su viaje a Sicilia por la campaña para la posesión de la isla, colocaron la primera piedra de la nueva catedral en 1298, según consta en unas lápidas colocadas en la puerta de San Ivo de la catedral.
Ver Lista de obispos de Barcelona